# Associação de Futebol da Coreia
A Associação de Futebol da Coreia (KFA) (em coreano:  대한축구협회 Daehan Chukgu Hyeophoe) é o órgão dirigente do futebol da Coreia do Sul, responsável pela organização dos campeonatos disputados no país, bem como as partidas da seleção nacional. Foi fundada no dia 19 de setembro de 1933 e é filiada à Federação Internacional de Futebol (FIFA) desde 1948 e à Confederação Asiática de Futebol (AFC) desde 1954. Park Seung-bin foi o primeiro presidente da KFA, encarregado de promover e difundir o futebol organizado na Coreia. A sede fica localizada na capital do país, Seul, e Chung Mong-gyu é o atual presidente da entidade.